# Anschlag auf die al-Rawda-Moschee
Koordinaten: 31° 2′ N, 33° 21′ O
Der Anschlag auf die al-Rawda-Moschee am 24. November 2017 war ein Terroranschlag im Zuge des Sinai-Aufstandes auf die hauptsächlich von Anhängern des Sufismus besuchte, voll besetzte al-Rawda-Moschee zwischen den Orten Bir al-Abd und al-Arisch im Gouvernement Schamāl Sīnāʾ auf der Sinai-Halbinsel.
Insgesamt rund 40 Angreifer mit Flagge des Islamischen Staates (IS) kamen in vier Geländewagen an, umstellten die Moschee. Sie warfen zwei Sprengsätze, positionierten sich am Eingang und an den zwölf Fenstern der Moschee und feuerten auf Gläubige, die die Moschee nach dem ersten Freitagsgebet gerade verlassen wollten, sowie auf eintreffende Rettungskräfte. Es wurden insgesamt mindestens 305 Personen getötet und über 100 weitere verletzt. Unter den Getöteten sind mindestens 27 Kinder.
Bereits im März 2016 waren bei einem Angriff mit Granatwerfern auf einen Kontrollposten in Bir al-Abd 13 Militärpolizisten getötet worden. Islamistische Terroristen hatten auch die Anschläge am Palmsonntag 2017 auf die koptisch-christliche Minderheit in der Markuskathedrale verübt.
Der jordanische König Abdullah II. bin al-Hussein verurteilte die Angriffe als „abscheulichen Terroranschlag“. Auch die Moslembrüder verurteilten den Anschlag auf ihrem Twitter-Konto.
Der ägyptische Präsident Abd al-Fattah as-Sisi rief Staatstrauer aus. Die ägyptische Luftwaffe griff Stützpunkte mutmaßlicher islamistischer Extremisten auf dem Sinai an; dabei sind Menschen getötet sowie Fahrzeuge, Waffen und Munition zerstört worden. In Paris wurde die Beleuchtung des Eiffelturms zum Gedenken an die Opfer des Terroranschlags abgeschaltet.